# 彼氏球孢虫
彼氏球孢虫（学名：Sphaerospora petruschewskii）为球孢科球孢虫属的动物。分布于俄罗斯以及辽宁等，营寄生生活，寄生在泥鳅的膀胱。